# 小孫竜二
小孫 竜二（こまご りゅうじ、1997年9月15日 - ）は、石川県金沢市出身のプロ野球選手（投手）。右投右打。東北楽天ゴールデンイーグルス所属。

## 経歴

### プロ入り前
金沢市立犀生中学校在学時は少年硬式野球（ボーイズリーグ）の金沢ボーイズでプレーしていた。
遊学館高等学校に進学し、3年夏の第97回全国高等学校野球選手権大会にエースとして出場した。同大会では九州学院との初戦（2回戦）で伊勢大夢と投げ合い、3失点で完投勝利。1年生ながら4番を務めていた村上宗隆を無安打に抑えた。東海大相模との3回戦では小笠原慎之介と投げ合うも3回途中6失点と打ち込まれ、チームも大敗した。同学年に石森大誠、1学年下に保科広一がいた。プロ志望届を提出したが、2015年のドラフト会議での指名はなかった。
創価大学に進学し、同学年の杉山晃基、望月大希と共に先発ローテーションの一角を担った。4年時にプロ志望届を提出したが、2019年のドラフト会議での指名はなかった。
大学卒業後は鷺宮製作所に入社。ドラフト指名解禁年の2年目の2021年には自己最速を155km/hまで伸ばしたが、同年のドラフト会議での指名はなかった。3年目の2022年は、新たに就任した投手コーチの幡野一男の指導によりリリースポイントが安定し、課題とされていた制球力が改善。これにより成績が安定するようになり、プロからの注目を集めることとなった。
2022年10月20日に開催されたプロ野球ドラフト会議において、東北楽天ゴールデンイーグルスから2位指名を受けた。高校、大学、社会人2年目（指名解禁年）と計3度の指名漏れを経験し、4度目の志望で初のドラフト指名となった。11月16日に契約金8000万円、年俸1200万円で仮契約を結んだ（金額は推定）。背番号は22。

### 楽天時代
2023年4月4日の埼玉西武ライオンズ戦にて、2点ビハインドの9回表に救援でプロ初登板したが、3者連続で四球を与え一死も奪えず降板。その後救援した弓削隼人が適時打を許し、2失点となった。この年は一軍で4試合の登板に留まり、オフに100万円減の年俸1100万円で契約を更改した。
2024年は、7月12日に一軍に昇格し、7月15日の北海道日本ハムファイターズ戦では1回を無失点に抑えたものの、7月21日のオリックス・バファローズ戦では先頭打者の頓宮裕真に頭部死球を当て、2球を投じたのみで危険球退場となった。7月25日に登録を抹消され、同年の一軍登板は2試合のみに終わった。11月22日に200万円減の推定年俸900万円で契約を更改した。

## 選手としての特徴
最速156km/hのストレートが武器。変化球はスライダー・カーブ・フォークを投じる。
アマチュア時代は高校・大学・社会人とチームの主戦投手として活躍。担当スカウトの沖原佳典は「今までずっと見てきてますけど、主戦で投げていて怪我をしたということを聞いたことがないんですよね。剛腕でありながら鉄腕という言葉がふさわしい。」と話し、体の強さも高く評価されている。

## 詳細情報

### 年度別投手成績
| 年 度     | 球 団     | 登 板 | 先 発 | 完 投 | 完 封 | 無 四 球 | 勝 利 | 敗 戦 | セ 丨 ブ | ホ 丨 ル ド | 勝 率 | 打 者 | 投 球 回 | 被 安 打 | 被 本 塁 打 | 与 四 球 | 敬 遠 | 与 死 球 | 奪 三 振 | 暴 投 | ボ 丨 ク | 失 点 | 自 責 点 | 防 御 率 | W H I P |
| --------- | --------- | ----- | ----- | ----- | ----- | -------- | ----- | ----- | -------- | ----------- | ----- | ----- | -------- | -------- | ----------- | -------- | ----- | -------- | -------- | ----- | -------- | ----- | -------- | -------- | ------- |
| 2023      | 楽天      | 4     | 0     | 0     | 0     | 0        | 0     | 0     | 0        | 0           | ----  | 23    | 4.0      | 4        | 0           | 6        | 0     | 0        | 3        | 1     | 0        | 4     | 4        | 9.00     | 2.50    |
| 2024      | 楽天      | 2     | 0     | 0     | 0     | 0        | 0     | 0     | 0        | 0           | ----  | 4     | 1.0      | 1        | 0           | 0        | 0     | 1        | 0        | 0     | 0        | 0     | 0        | 0.00     | 1.00    |
| 通算：2年 | 通算：2年 | 6     | 0     | 0     | 0     | 0        | 0     | 0     | 0        | 0           | ----  | 27    | 5.0      | 2        | 0           | 6        | 0     | 1        | 3        | 1     | 0        | 4     | 4        | 7.20     | 2.20    |

- 2024年度シーズン終了時

### 年度別守備成績
| 年 度 | 球 団 | 投手  | 投手  | 投手  | 投手  | 投手  | 投手     |
| 年 度 | 球 団 | 試 合 | 刺 殺 | 補 殺 | 失 策 | 併 殺 | 守 備 率 |
| ----- | ----- | ----- | ----- | ----- | ----- | ----- | -------- |
| 2023  | 楽天  | 4     | 0     | 2     | 1     | 0     | .667     |
| 2024  | 楽天  | 2     | 0     | 0     | 0     | 0     | ----     |
| 通算  | 通算  | 6     | 0     | 2     | 1     | 0     | .667     |

- 2024年度シーズン終了時

### 記録
初記録
- 初登板：2023年4月4日、対埼玉西武ライオンズ1回戦（楽天モバイルパーク宮城）、9回表に4番手で救援登板、0/3回2失点
- 初奪三振：2023年5月20日、対千葉ロッテマリーンズ6回戦（楽天モバイルパーク宮城）、9回表に和田康士朗から見逃し三振

### 背番号
- 22（2023年[11] - ）